# Damian Silvera
Damian Troy Silvera (Flushing, 27 de julho de 1974 - Houston, 14 de junho de 2010) foi um futebolista norte-americano.

## Carreira
Em clubes, jogou em apenas dois: o MetroStars (atual Red Bull New York), em 1996, e o Kansas City Wizards (atual Sporting Kansas City), em 1997. Jogou também nas Olimpíadas de 1996.

## Falecimento
Silvera morreu em Houston, em junho de 2010.